# Аэлита (фестиваль)
Аэлита (Всероссийский фестиваль фантастики Аэлита) — старейший в России и странах бывшего СССР фестиваль (конвент) писателей и любителей фантастики. Проводится с 1981 года в городе Екатеринбурге.

## История
Фестиваль возник как стихийное собрание любителей фантастики, приуроченное к вручению старейшей в стране премии в области русскоязычной фантастики премии «Аэлита». В январе 2016 года фестиваль стал лауреатом премии имени П. П. Бажова в номинации «Польза дела». 

### Место и время проведения
Фестиваль проводится в городе Свердловске, ныне Екатеринбург с 1981 года. Изначально учредителями мероприятия выступали редакция журнала «Уральский следопыт» и Свердловское отделение Союза писателей РСФСР. В 2002 году фестиваль был сохранён благодаря усилиям писателя-фантаста Бориса Долинго и с того времени проводится, прежде всего, усилиями группы энтузиастов, которая сумела добиться определённой поддержки от Администрации Екатеринбурга и Министерства культуры Свердловской области.

## Премии
- Премия «Аэлита» за успешную творческую деятельность и выдающийся вклад в развитие мировой литературной фантастики (вручается с 1981 года)
- Премия «Старт» за лучшую дебютную книгу (вручается с 1989 года)
- Премия им. В. Бугрова за выдающуюся редакторскую, библиографическую, литературоведческую, критическую и составительскую работу в области фантастики (вручается с 1997 года)
- Орден «Рыцарь фантастики» имени И. Г. Халымбаджи за выдающийся вклад в развитие отечественного фэндома (вручается с 2002 года)
- «Премия Евразия» для авторов лучших фантастических произведений, сюжеты которых целиком или частично разворачиваются на Урале и в Екатеринбурге (вручается с 2004 года)
- Премия ККР (Конкурса короткого рассказа) — вручается победителю Конкурса короткого рассказа, проводимого при Семинаре молодых авторов фестиваля фантастики «Аэлита» (с 2005 года)
- «The Great Master of SC-FI & Fantasy» отмечается выдающийся вклад иностранных авторов, редакторов или издателей в развитие мировой фантастики (вручается с 2006 года)
- «Орден Добра и Света» за успешную творческую деятельность и создание произведений, сюжеты которых настраивают читателя на позитивное восприятие окружающего мира и отражают идеи гуманизма и добра (вручается с 2012 года)
- Премия «Гиперболоид» авторам фантастических произведений с лучшим научно-фантастическим сюжетом, а также за оригинальные и новаторские идеи в различных сферах человеческой деятельности (наука, техника, технологии, политика, социология и т. д.). Премия может вручаться как российским, так и иностранным авторам (соавторам) неоднократно. авторам фантастических произведений, в которых выдвигаются оригинальные и новаторские идеи в различных сферах человеческой деятельности (наука, техника, технологии, политика, социология и т. д.) вручается с 2013 года.
- Премия «Великое Кольцо» вручалась с 1982 по 1994 годы.

## Традиционные мероприятия
- Пресс-конференция с почётными гостями и лауреатами фестиваля
- Различные семинары
- Неформальное общение участников фестиваля в летнем кафе «Рандеву»
- Просмотр фантастического фильма в кинотеатре «Салют» (на текущий момент не проводится)
- Автограф-сессия авторов-гостей и лауреатов фестиваля в одном из центральных книжных магазинов города (вход всем желающим)
- Семинар молодых авторов
- Торжественное награждение лауреатов фестиваля
- Банкет (на текущий момент не проводится)
- Возложение цветов к могилам выдающихся деятелей Уральской фантастики
- «Пикник на обочине» — автобусная экскурсия к обелиску «Европа-Азия»
- «Война миров» — пейнтбольный поединок (на текущий момент не проводится)
- конкурс «Рассказ за 100 минут»

## Оргкомитет
(Указаны как нынешние, так и бывшие участники оргкомитета, принимавшие участие в организации предыдущих фестивалей)
- Борис Долинго — председатель оргкомитета; председатель правления Екатеринбургского отделения Союза писателей России, писатель-фантаст,  редактор раздела фантастики журнала «Уральский следопыт»
- Евгений Касимов — член Оргкомитета; писатель, член Творческого совета Екатеринбургского отделения Союза писателей России
- Андрей Скоробогатов — член Оргкомитета; координатор конкурса ККР.
- Андрей Бочаров — член Оргкомитета; сборника «Аэлита».